# Meilland (rosenförädlardynasti)
Familjen Meilland är en fransk rosenförädlardynasti som dragit upp ett stort antal ädelrosor sedan 1850‑talet. Familjens anor kommer från fem agnatiska släkter, Rambaux, Dubreuil, Meilland, Paolino och Richardier, som förenats genom giftermål. Den är en kognatisk släkt i sex generationer, som kallas ”Meilland” eftersom de mest kända medlemmarna hetat så i de senaste fyra släktleden.

## Historia

### Första och andra generationen
Den förste i dynastin var Joseph Rambaux (1820––1878), som ursprungligen var trädgårdsmästare i Parc de la Tête d’Or  i Lyon. Efter hans död fortsatte hans hustru, hans dotter och svärsonen Francis Dubreuil (1842–1916) arbetet med att taga fram nya rosensorter. Francis Dubreuil var ursprungligen skräddare. Han beslöt att göra svärfaderns sorter kända genom att trycka en årlig katalog från 1867.

### Tredje, fjärde och femte generationen
Antoine Meilland (1884–1971) från Chambœuf nära Lyon, senare känd som ”Papa Meilland”, blev inspirerad av katalogen och blev assistent i Dubreuils rosenträdgård 1900. År 1909 gifte han sig med Francis Dubeuils dotter Claudia (1887–1932). År 1912 föddes sonen Francis Meilland (1912–1958) till Antoine och Claudia Meilland. Under första världskriget räddade familjen en begränsad samling av rosensorter.
Från 1929 samarbetade Antoine Meilland och den unge Francis Meilland med Charles Mallerin, som skapat rosen Mme PS Du Pont. Samarbetet med Charles Mallerin hade stor betydelse för Francis Meillands val av livsbana. Den 34 år äldre Charles Mallerin har betecknats som Francis Meillands lärare. Han var ingenjörsutbildad och forskade vetenskapligt i rosors arvsanlag. Francis Meilland skapade 1935 familjens största framgång någonsin, rosen Mme A. Meilland (registrerat sortnamn Rosa ’Peace’).
Efter Claudia Meillands död 1932 for Antoine Meilland och Francis Meilland till Antibes. De fick då kontakt med en annan familj som drog upp rosensorter, familjen Paolino; Francis Meilland gifte sig med Marie‑Louis ”Louisette” Paolino. År 1948 lämnade Francis Meilland Lyon för gott för att ägna hela sin livsgärning åt uppdragandet av nya rosensorter i Antibes. Louisette Meilland, Francis Meilland, Antoine Meilland, François Paolino (far till Louisette Meilland), och senare Louisettes och Francis’ barn Alain Meilland (1940–) and Michèle Meilland (1943–) drev från denna tid en omfattande verksamhet i Antibes.
Francis Meilland inledde ett samarbete med rosenodlaren Francisque Richardier från Lyon; de bildade ett företag, Meilland Richardier, med verksamhet i Tassin-la-Demi-Lune. Michèle Meilland gifte sig med Raymond Richardier (1933–), son till Francisque Richardier. Efter Francis Meillands oväntade död 1958 övertog den artonårige Alain Meilland ledarskapet med stöd av familjen.

### Sjätte generationen
Idag (2022) leds verksamheten av Alain Meillands son och dotter Matthias Meilland (1977–) och Sonia Meilland.
Verksamheten bedrivs idag i företaget Group Meilland, på engelska kallat House of Meilland, som har tre avdelningar: Meilland International, som tar fram nya sorter, Meilland Richardier, som producerar och säljer rosenbuskar, och Selection New Plant, som tar fram nya sorter av andra växter än rosor.

## Släktöversikt
Fetstil betecknar anfäder, som inte är släkt med eller gift med någon föregående person i tabellen. I tabellen medtages personer som arbetat med rosenförädling och rosenodling. Numren anger vilken generation personerna tillhör, genom härstamning från Joseph och Claudine Rambaux, eller genom giftermål med en ättling till dem.
- 1 Joseph Rambaux (1820––1878) gift med Claudine, född Grappelou
- 1 Claudine Rambaux, född Grappelou
  - 2 Marie Dubreuil, född Rambaux, dotter till Joseph Rambaux och Claudine Rambaux, född Grappelou
  - 2 Francis Dubreuil (1842–1916), gift med Marie, född Rambaux
    - 3 Claudia Meilland (1887–1932), född Dubreil, dotter till Francis Dubreuil och Marie Dubreil, född Rambaux, gift med Antoine Meilland
    - 3 Antoine Meilland (1884–1971), gift med Claudia, född Dubreuil
      - 4 Francis Meilland (1912–1958), son till Antoine Meilland och Claudia Meilland, född Dubreil

    - 3 François Paolino far till Marie‑Louis ”Louisette” Paolino
      - 4 Marie‑Louis ”Louisette” Meilland (1920–1987), född Paolino, dotter till François Paolino, gift med Francis Meilland
        - 5 Alain Meilland (1940–), son till Francis Meilland och Marie‑Louis ”Louisette” Meilland, född Paolino
          - 6 Matthias Meilland (1977–) son till Alain Meilland
          - 6 Sonia Meilland, dotter till Alain Meilland

        - 5 Michèle Richardier, född Meilland (1943–), dotter till Francis Meilland och Marie‑Louis ”Louisette” Meilland, född Paolino

      - 4 Francisque Richardier far till Raymond Richardier
        - 5 Raymond Richardier (1933–), son till Francisque Richardier, gift med Michèle, född Meilland